# マルモのおきて
『マルモのおきて』（英:Marumo no OkiteまたはMarumo's Story）は、2011年（平成23年）4月24日から7月3日まで、フジテレビ系列のドラマチック・サンデー（日曜21:00 - 21:54〈JST〉）枠で放送されたテレビドラマ。全11話。

## 概要
30代の独身サラリーマン・主人公が、亡くなった親友の忘れ形見である幼い双子を引き取り、懸命に育てながらも共に生きる姿を描く。
阿部は本作が民放の連続ドラマ初主演となり、芦田は連続ドラマ初主演となった。また、芦田と鈴木は第1話放送日における年齢で6歳（放送期間中に7歳の誕生日を迎える）であり、ゴールデン帯の連続ドラマ史上最年少での主演となった。共演の世良公則は1994年（平成6年）の『白の条件』以来、17年ぶりの連続ドラマ出演でもあった。
子役の鈴木福の出世作でもある。また、本田望結も自身の出世作であるテレビドラマ『家政婦のミタ』（日本テレビ系）の放送以前に本作への出演をしている。
なお、ドラマチック・サンデーを1社提供で協賛する花王は東北地方太平洋沖地震（東日本大震災）の影響により提供クレジット表示を第2話まで自粛していた。番組中の花王のCMは第1話から通常通り行われている。また、第5話から花王の洗剤「アタックNeo」と本作がコラボレーションしたCMが番組内で放送された。なおこのCMには、高木護の毎回恒例の「えーっ！」と「おきてノート」が入っていた。
初回視聴率は最低の11.6%であり、同時期ドラマの中では殆ど注目されていなかったものの、回を追う毎に視聴率が上昇し、最終回視聴率はフジテレビの連続ドラマでは2年ぶりに20%を超える23.9%を記録した。
また、芦田・鈴木が役名の『薫と友樹、たまにムック。』の名義で担当した主題歌「マル・マル・モリ・モリ!」もエンディングでの2人のダンスの振り付けとともに好評を呼び、オリコン調べではシングルが50万枚を超える大ヒットとなり、このユニットで同年12月31日放送のNHK『第62回NHK紅白歌合戦』に出場を果たした。
「ドラマチック・サンデー」が非ネットだったクロスネット局のテレビ宮崎や系列外の山梨放送、青森テレビ、テレビ山口も本作を時差ネットした。青森テレビとテレビ山口は「JIN-仁-」との両方のネットを行ったことになる。
最終回終了後に告知がなされたスペシャルドラマが、2011年（平成23年）10月9日に放送された。
2014年（平成26年）9月28日には、本作から3年後の動向を描いたスペシャル第2弾『マルモのおきてスペシャル2014』が放送された。

## あらすじ

### 連続ドラマ
高木護は大手文具メーカー『あけぼの文具』のお客様相談室に勤務する平社員。学生時代は野球部に所属する万年補欠の捕手だった。ある日、野球部の同窓会が催され、護は野球部時代にバッテリーを組んでいた投手、笹倉純一郎と久しぶりの再会を果たす。純一郎は妻と離婚後、双子の薫と友樹を男手ひとつで育てており、この上なく慈しんでいた。
それから間もなく、勤務中に同級生から一本の電話が入り、純一郎が末期がんで亡くなったと告げられ、護は激しく動揺する。純一郎は余命いくばくもない事を周囲に、特に護に気遣わせないようにと口止めしていたのだ。
両親を失った幼い薫と友樹は、それぞれ別の親戚のもとに引き取られる事を余儀なくされる。父を亡くした上、離れ離れになることは双子にとって辛く悲しいものであった。それから数日後、友樹の姿が消えたと連絡を受けた護は、薫と共に探し回り、犬のムックを連れた友樹を見つける。親戚の元に戻ることを頑なに拒む双子の姿に、護は二人を引き取る決意をする。
紆余曲折を経て始まった、三人と一匹の共同生活。護は、自分たちは「家族」だと二人に説き、改めて自分の名前を伝えるも、薫と友樹は護（まもる）のことを「マルモ」と呼ぶようになる。護は双子との間で「おきてノート」を作り、不器用ながらも「家族」となっていく。犬のムックは時折人語を話し、護を仰天させる。
護と双子に実母の青木あゆみが接触する。子供を捨てたことに負い目を感じるあゆみは、母親とは名乗らず双子を見守る。双子と家族として離れられなくなっていた護だが、妻との復縁を望んでいた純一郎の手紙を見つけ、双子をあゆみに返すことを決意。
真実を知らされた双子は反発し、護と別れることを悲しむが、おきてノートの最後の言葉「はなればなれでも家族」を受け入れ、あゆみと共に旅立つ。一人残され、感傷に浸る護の部屋に双子が戻ってくる。双子は護と暮らし、あゆみは「はなればなれの家族」としてこれまでどおり、双子に関わっていくことになった。

### スペシャル第1弾
再び護のもとで暮らすことになった薫と友樹。学校が夏休みに入り、護は二人を大学時代の後輩である藤沢大輔が営んでいる山梨のブドウ園へ連れて行くことに。そこで薫と友樹は大輔の子供の翔太と菜々の兄妹と仲良くなり、思う存分夏休みを満喫する。
そんな中、彩から「陽介が倒れた」との連絡を受けた護は双子を山梨に残して東京に一旦戻ることに。ブドウ園に留まった薫と友樹は、翔太と菜々の父親と母親の理沙との関係があまり上手くいってないことに気づく。

### スペシャル第2弾（スペシャル2014）
薫と友樹が護の下で暮らし始めてから3年後が経ち、2人は小学4年生に進級。薫はダンス、友樹は昆虫採集の真っ最中だった。成人の半分を迎えた2人は学校の授業で「自分物語」を作成することに。
護は双子の実母のあゆみからの「時々自分が母親に戻れているか不安になることがある」という一言をきっかけに「そろそろ2人をあゆみのもとへ帰すべきでは」と悩みだす。そんな中、上司の鮫島から彼の所へ、マレーシアへの海外勤務の話が持ちかかる。
真島と凛花の結婚式が行われた。その際 薫が結婚披露宴でダンスを披露する機会があり、そのダンスを見た織田 照男に芸能事務所にスカウトされ夢だったアイドルへの道を一歩進む。その後薫は映画の最終オーディションの手前まで通過した。そこで織田に、泣く演技が苦手だと指摘され、マルモの家で「ムックが死んでしまった」という設定で演技の練習をした。しかし、子役オーディションの最終選考にて泣きの演技で笑ってしまい、オーディションに落ちてしまった。更に、オーディションは形式だけで最初から主役は決まっているとの噂話を聞いたマルモは織田に詰め寄り揉めてしまい、芸能事務所を辞めさせられてしまう。
一方友樹は、蝶に関心がありよく話しかけてくれる小学校の同級生の島本さくらへの恋心に気づき、そこでマルモに手紙と贈り物をプレゼントするよう提案され、友樹はさくらへラブレターを書き、珍しい蝶であるジャノメチョウを捕まえ標本を作り贈った。また、マルモはこれをきっかけに新製品「ラブラブレターセット」を考案した。しかし、さくらは標本を見た際「気持ち悪い」と言って逃げてしまい、友樹は落ち込んでしまう。更に、さくらが持っていたラブレターを同じく同級生の木村 健人に奪われ、からかわれてしまった。友樹は木村を殴って怪我を負わせてしまった。そして僕は悪くないと一貫して謝らず、護が木村の保護者に土下座したまま友樹に謝れと言ったが「マルモのバカ！」と言い放ち帰ってしまう。
その後織田と揉めた護は警察に通報され交番に連行され、居酒屋クジラに電話が入る。畑中陽介が護を迎えに行くよう言ったが、護のせいで告白に失敗した友樹はそれを拒否する。そんな友樹に対し、薫が「マルモは私たちの本当の父親ではないのに、私たちのために頑張って熱中しすぎて失敗してしまう」と説いた。
警察官の千葉 亮一との長い付き合いもあり、無事解放された。護は河川敷で一人落ち込んでいた。そんな時ムックがやって来る。護が、二人の背中を押してやりたかったのに、気持ちを理解できず寧ろ邪魔をしてしまっている、そんな俺には笹倉純一郎の代わりは出来なかったという自責の念をムックに明かしたが、ムックは2人とも成長しているのは護のおかげであり立派な父親だと感謝を伝えた。その際、普段「マルモ」と呼んでいるのに「護」と呼んだ。そこに２人がやってくる。
護は2人にこれまでのことを謝罪。薫と友樹は「マルモのおかげで、10歳になったよ。」と感謝を告げ、授業で作った絵を見せて自身の将来を語ると同時に、護とずっと一緒にいたいと改めて伝える。
そして護は彩に手紙を書き恋人として付き合って欲しいと告白する。だが手紙を受け取った彩は付き合うことはできないとした上で、「結婚ならいい」と答え、3人は驚くのだった。

## キャスト

### 高木家
高木 護（たかぎ まもる）〈38 → 41〉 / マルモ
演 - 阿部サダヲ  （高校時代：清水貴紀）
本作の主人公。多重放送での字幕の色は黄色。東京の下町墨田区広川在住。居酒屋「クジラ」の二階を借りている。趣味はプラモデル。裁縫は小学校の家庭科の授業以来経験なし。大手文具メーカー「あけぼの文具」に勤務する独身アラフォー男。同じ会社に勤めている牧村かなに憧れを抱いていた。入社当初は「商品開発部」所属で、現在は「お客様相談室」所属。勤務態度は真面目だが少し頼りない。
中学時代にバッテリーを組んでいた親友・笹倉純一郎が突如この世を去り、残された幼い双子・薫と友樹が親戚の事情により引き離されるという事実を不憫に思い無謀ながらも二人を引き取る。一時的に預かるつもりが、双子の存在により次第に今まで失いかけていた情熱を思い出し、純一郎の代わりに二人を育てることを決意する。会社には迷惑をかけまいと、双子を預かっていることを隠していたが、3話で真島、5話で室長の鮫島にばれ、そして8話で双子が学校の宿題で彼の仕事を調査するために会社までついていったことで、かなと残りのお客様相談室の社員全員にばれてしまう。かなとは交際を始めてはいたが、「ついていけない」という理由でフラレてしまった。
普段は双子のペースに尽く巻き込まれ、そのうえ喋る犬まで住み着いてしまい、突然始まった共同生活に奮闘する事となる。しかし様々な問題を乗り越え、たくさんの人々に支えられることで双子（と犬）と徐々に「本当の家族」となっていく。薫には当初「おじさん」や「パパのお友達」と呼ばれていたが、後にムックを含め双子から「マルモ」と呼ばれるようになる（薫と友樹がまだ小さく、マモルと言い間違えたため）。ぼけっとした友樹にツッコミを入れたり、双子が何かしでかすと怒鳴って叱ったりと短気で容赦の無い面もあるが、性根は心優しく、純一郎の代わりに二人を大切に見守っている。
双子との間に、家族として暮らすための「おきて」を定めており、それらを「おきてノート」に記録している（後述）。ビックリすると「エーーーーーっ!?」と叫ぶ。
護の双子への愛情は、双子が通う小学校でも少しずつ知れ渡り、双子のクラスメートからも次第にマルモと呼ばれるようになる。
スペシャル第1弾では、薫と友樹と翔太と菜々がカッパ探しをするためにカッパスーツを身にまといカッパに変装した。一時期は、大輔と同様カッパ探しを止めさせた。
スペシャル第2弾ではお客様相談室の副室長に昇格している。
笹倉 薫（ささくら かおる）〈6 → 7 → 10〉
演 - 芦田愛菜
本作の準主人公の一人。多重放送での字幕の色は緑。純一郎の長女で、双子の姉。2004年5月29日生まれで、春から新一年生。母親がおらず、弟・友樹が泣き虫であるため、無意識のうちにしっかり者に成長した。利口で大人顔負けの受け答えをするが内面では色々なことを我慢していたり、自身も護に叱られて泣き出すなどまだまだ子供。弟の友樹に対してはお風呂の後にドライヤーをかけてあげたり、彼が泣き出した際におんぶをしようとするなど姉として頑張っている。常に「友樹を守る」という意識を強く持ち、彼のことをよく理解している。父から言われた「友樹とずっと一緒にいるんだぞ」という言葉を固く守っている。食器は当初、護の家にあった地味な物であったが、5話以降は友樹と同様に護の母の節子が購入してくれた子供用の物を使用している。好物はざるそば。身長41cm、体重2180gで誕生。
番組内で7歳の誕生日を迎えているが、芦田本人も放送期間中に7歳の誕生日を迎えている。
笹倉 友樹（ささくら ともき）〈6 → 7 → 10〉
演 - 鈴木福
本作の準主人公の一人。多重放送での字幕の色は青。純一郎の長男で、双子の弟。2004年5月29日生まれで、薫と同じく新一年生。純粋で優しい心の持ち主だが、おっとりしていて泣き虫で、ちょっと不安になるとすぐに泣き出してしまう。しっかり者の姉・薫とは対照的に、迷子になるなどの問題を起こす。薫を「お姉ちゃん」と呼び、頼りきっているが、「お姉ちゃんをいじめるな」と護に立ち向かうなど姉弟仲はとても良い。身長は姉の薫よりも少し高い。動物好きで、親戚の家を抜け出した際に出会った犬・ムックと仲良くなり、どうしても飼うと駄々をこねる。ニンジンが苦手。彩からは「トモ君」と呼ばれている。身長43cm、体重2310gで誕生。
スペシャル第2弾では昆虫採集に没頭しており、クラスでも浮いた存在であったが、同じクラスのさくらと気が合い、恋をする。勇気を出してさくらに告白するも、ラブレターと一緒に出した蝶の標本を見て気持ち悪がられ、同時に同じ男子のクラスメートから冷やかしを受けるようになる。その後、ラブレターを侮辱したクラスメートを怪我させてしまい、護とケンカしてしまうも、無事に仲直りをする。昆虫採集に夢中になっていた頃は、クラスメートから「昆虫オタク」のあだ名をつけられていた。
番組内で7歳の誕生日を迎えているが、鈴木本人も放送期間中に7歳の誕生日を迎えている。
ムック
演 - ムック（ミニチュアシュナウザー） / 声 - 岡亮
正体不明のミニチュア・シュナウザー犬。表情が「（ポンキッキシリーズの）ムックに似ているから」との理由で友樹が命名した。子供の声で人間の言葉を話すが、護と双子以外の人間の前では一切喋らない。友樹が親戚の家から家出した際に出会い、仲良くなる。双子に懐いており、励ましたり勇気づけたりして、彼らの心の支えになっていく。常に双子の味方であり、護が何かしでかす度に厳しく指南する。護とは対立することが多いが、鋭い一言により、結果的に護にとっていい方向に物事が進むようになる。当初は護も精神的なストレスによる幻聴だと考えていたが、双子のことで自分から相談を持ちかけるなど、次第に距離を縮めていく。鯖缶とコハダが好物で、じゃんけんはグーとパー（それも自己申告）しか出せない。最終回において、その正体は笹倉の魂が宿っていた事が示唆された。また友樹、薫同様『マルモ』と呼んでいたが最終回で『マモル』と呼んだ。最終回で喋れなくなったが次の日の朝は何故か喋れる様になった。
スペシャル第2弾では薫の子役のオーディションに受かるために「ムックが死んでしまった」という設定で泣く練習台にされていた。また、声を担当する岡の成長に伴い声質がやや低くなっている。
撮影では、ストレスを防ぐためにリハーサルや可能な範囲の撮影はぬいぐるみで行い、本物の犬の出番は一発撮りとしていた。動きは餌（コロッケ）を使って誘導しており、セットとして組まれていた「マルモの家」には、そのための仕掛けが多数用意されている。なおそのぬいぐるみは、現場ではムックの身代わりということで「ガチャピン」と呼ばれていたらしい。

### 居酒屋「クジラ」

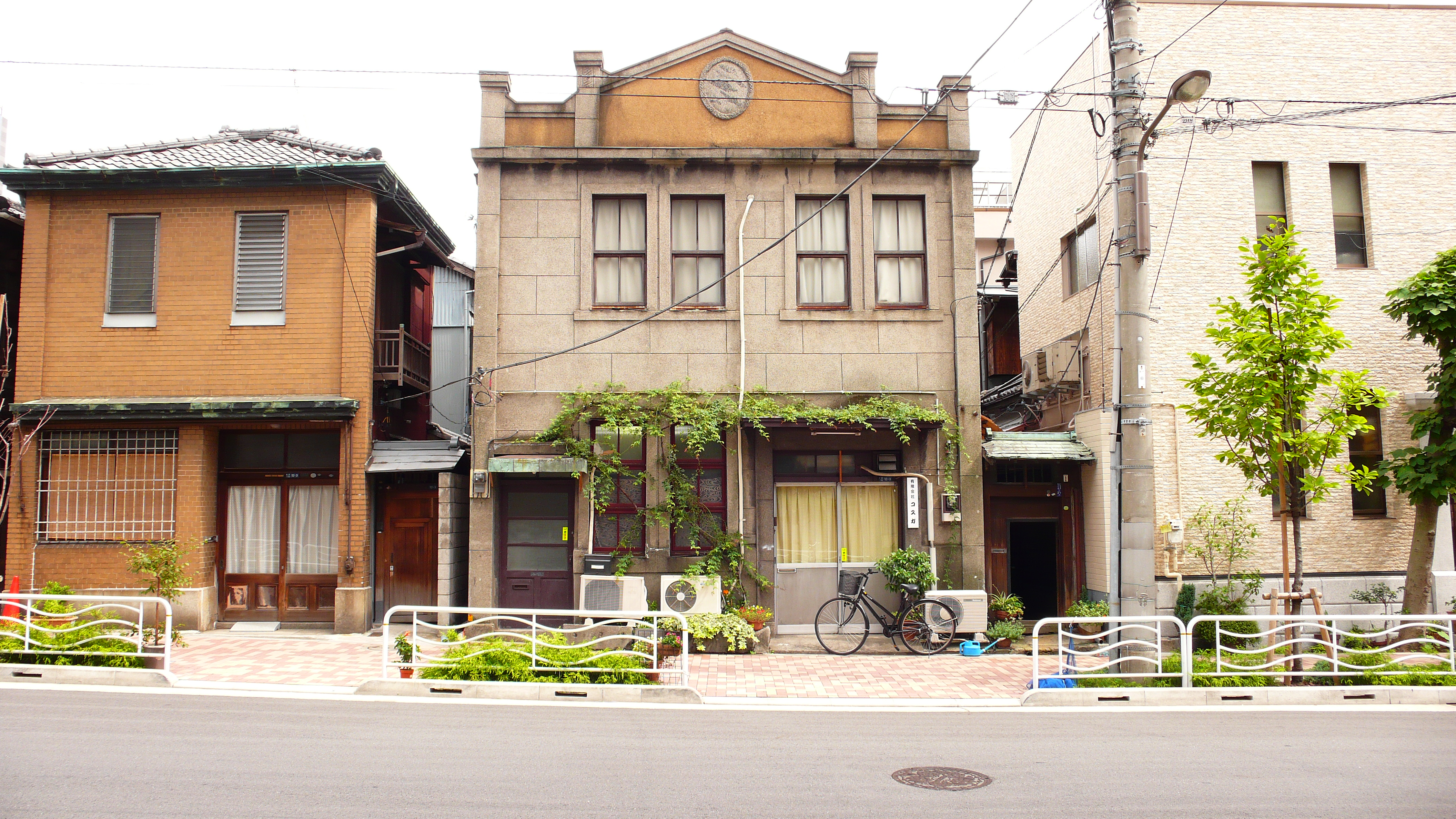
居酒屋「クジラ」の外観に使用された建物(中央)

畑中 陽介（はたなか ようすけ）〈50 → 53〉
演 - 世良公則
居酒屋「クジラ」の大将であり、護達の住むアパートの大家。最初に護や双子達の事情を理解し、「父親」の先輩として護の相談に乗ることも多い。一人で店を切り盛りしていたが、娘の彩が急に戻ってきたことで、戸惑いつつも親子で仕事場に立つ。双子らに食事を作ってやるなどの手助けをしている。護達からは「親父さん」と呼ばれている。ムックが喋ることは知らない。
スペシャル第1弾ではギックリ腰になってしまい、これがきっかけで護や彩に心配をかけることになる。
畑中 彩（はたなか あや）〈25 → 28〉
演 - 比嘉愛未
陽介の一人娘で本作のヒロイン。薫と友樹が通っている小学校の卒業生。バツイチで現在は実家に戻っている。2話で護達が遊びから帰った直後にムックの後姿を目撃し、確かめようとして部屋に入った際に双子の事情を知ることになる。それ以降は、お姉さん代わりとして護が仕事でいない間などには護に代わって双子やムックの面倒を見るようになり、護たちが「家族」になっていく様子を見て家族のあり方を考えるようになる。当初は護を頼りないと思っており、叱咤することも多かったが双子達を懸命に育てる護の姿を見て次第に惹かれていく。父親同様、ムックが喋ることは知らない。双子達からは「彩ちゃん」と呼ばれている。
スペシャル第2弾ではカニチャーハンに入れる具材（カニかま・カニの肉）のことで護と意見が対立し、仲違いしている。物語の最後で護からの告白（ラブレター）に対し、それよりも一段上の結婚という形で了承し、父親を含めた周囲を驚かせた。また、髪型がショートヘアになっている。

### あけぼの文具
鮫島 勇三（さめじま ゆうぞう）〈55 → 58〉
演 - 伊武雅刀
お客様相談室・室長で護の上司。5話で体調を崩した護のお見舞いに向かった際に双子の存在を知る。そのことに配慮して相談室で働き続けることを勧めるが、後に商品開発部への異動の話を持ち出す。双子の事情が会社に知られてからは民子と共に護に育児に関する助言をくれるようになる。
牧村 かな（まきむら かな）〈30 → 33〉
演 - 滝沢沙織
広報部所属であけぼの文具のマドンナ的存在。業務上、時々お客様相談室を訪れる。護が好意を寄せていた相手で、交際を始めるも、護が薫たちの親代わりであることに戸惑いを覚える。最終的には破局するが、その後も護のことを応援している。
スペシャル第2弾では既に妊娠して近々出産が決まっている。
真島 孝則（ましま たかのり）〈25 → 28〉
演 - 小柳友
お客様相談室所属。入社歴では護の後輩だが、入社当初からお客様相談室に所属していたため仕事上では護の先輩。護の部屋に訪れた際、彩に一目惚れしたことから彼女を目当てにクジラに通い始め、店の常連となる。社員の中では最初に薫たちの存在を知り、協力する。薫からは「シマシマ」と呼ばれる。
スペシャル第2弾では思いを寄せていた彩から手を引き、同じ部署に属する凛花と交際し、結婚する。
塩沢 民子（しおざわ たみこ）〈45 → 48〉
演 - 千葉雅子
お客様相談室所属。護からは「タミさん」と呼ばれており、共働きで高校生の息子がいる。初めは護に厳しかったが、双子の事情を知ってからは「育児」の先輩として成り行きで新米パパとなった護にアドバイスをくれる、頼れる先輩。かつては、商品開発部に勤務していたが30歳で結婚、出産。産休中にお客様相談室に異動になった。
尾崎 凛花（おざき りんか）〈22 → 25〉
演 - 外岡えりか（当時：アイドリング!!!）
お客様相談室所属の若手派遣社員。最年少かつ書類整理、雑務処理担当。当時の職場では護の向かいの席に座っている。初めは護をロリコンではないかと疑っていたが、双子の存在を知ってからは自身も協力すると申し出る。将来はエステティシャンになることを夢見ている。
スペシャル第2弾では同じ部署に属する真島と交際し、結婚する。
安藤 祐作（あんどう ゆうさく） / 篠原 良平（しのはら ようへい） / 中西 修一（なかにし しゅういち）
演 - 山本啓之 / 小川智弘 / 満田伸明
お客様相談室所属。

### 墨田区立広川小学校
杉下 秀夫（すぎした ひでお）
演 - 六角慎司
薫と友樹の1年生の頃の担任。幼くして親を失った薫たちに気を遣っていたが、陽介から「普通に扱ってほしい」と釘を刺され、以降は友樹が苦手なニンジンを好き嫌いしたり、薫が教室を走り回っていた際に注意を促している。
1年1組児童
谷口 隼人（たにぐち はやと）
演 - 貴島康成
兄弟姉妹がおらず、両親も共働きで忙しいため、一人遊びが多い。そのため、明るく仲良しな薫と友樹に嫉妬し、チョッカイを出す。薫のことを「ささブタ」と呼んでいたが、大喧嘩を機にちょっかいを出さなくなる。
川口 健太（かわぐち けんた）
演 - 藤本飛龍
隼人が双子からキャッチボールの誘いを受けた際に冷やかした。
戸上 元気
演 - 下出倫輝
森本 聖也
演 - 西ヶ谷帆澄
広瀬 響
演 - 後藤小太郎
石川 翼
演 - 山口康智
遠藤 まなみ（えんどう まなみ）
演 - 本田望結
クラスの女子児童の中では薫と仲良くしている。
町田 はるか（まちだ はるか）
演 - 芳山叶恋
給食で友樹が苦手なニンジンを好き嫌いしているのをまなみと共に注意した。
伊藤 亜里沙（いとう ありさ）
演 - 伊藤未来
木暮 葵
演 - 瀬駒妃
椎名 美桜
演 - 内藤穂之香
その他の児童
演 - 田中理勇、寺井大治、立野海修、木村拓翔、山田日向、相原綺羅、池田心雪、片山愛澪、金子夢菜、檀上葵、太田麻里菜、内田彩花

### 笹倉家の親族
笹倉 秋人（ささくら あきひと）
演 - 二階堂智
笹倉青果店を営む、純一郎の兄。薫と友樹、礼奈の伯父。第1 - 2・6 - 7話に登場。友樹を一時引き取った。薫と友樹を一緒に引き取りたいという護の熱意に打たれ、二人を護に託す。笹倉家の親族の中では薫と友樹に好意的だが、二人を捨てたあゆみには良い感情を持っていない。
笹倉 純一郎（ささくら じゅんいちろう）〈満38歳没〉
演 - 葛山信吾 （高校時代：下田隼輝）
護の幼馴染で親友、薫と友樹の実父。高校の野球部時代はエース投手だった。あゆみが家を出て離婚してからは一人で薫と友樹を育てていたが、末期ガンにより、幼い双子を残して急逝する。薫と友樹に、「二人でずっと一緒にいるんだぞ」と約束させた。主に双子や護の回想シーンで登場する。護と野球部の同期は「笹倉」、薫たちは「パパ」、秋人、妙子、あゆみは、「純一郎」、高木節子は、「笹倉くん」と呼んでいる。
青木 あゆみ（あおき あゆみ）
演 - 鶴田真由
純一郎の元妻、薫・友樹の実母。第7・9 - 最終話・スペシャル1．2弾に登場。育児ノイローゼを患い、二人を捨てる形で家出。以来、そのことに負い目を感じ、ずっと子どもたちのことを想い続けていた。純一郎とは離婚したが、母親は亡くなったと双子には伝えられていた。双子との再会を果たすも、自分が母親とは告げずに彼らと接することになる。最終的に双子に実母であることを告げた上で引き取ることに決まるが、双子と護の固い絆を知り、護のもとに双子を再び預けることにする。薫と友樹は当初、「おばちゃん」と呼んでいたが、実母であることを知った後は「ママ」に変えた。

### その他
千葉 亮一（ちば りょういち）
演 - 児嶋一哉（アンジャッシュ）
第2・7・9話・スペシャル第1、2弾に登場。墨田警察署広川交番の警察官。薫と友樹が道に迷っているところを保護したり（第2話）、護が不審者だと通報された際などに取り調べをしたり（第7話・スペシャル第2弾）、行方不明になった薫を捜す（第9話）など、高木家とは妙な縁がある。『古畑任三郎』の大ファン。
スペシャル第1弾ではぶどう戦士パープルフォーが河童を捕まえるために仕掛けていたキュウリを確認していたところを薫と友樹と翔太と菜々が仕掛けていたネットに入れられた。
スペシャル第2弾では友樹から「師匠」と呼ばれ、昆虫採集の際に踏み台にされている。また、新たに後輩（演 - 君嶋麻耶）が配属された。
白川 桜子（しろかわ さくらこ）
演 - 芳本美代子
白川メンタルクリニックの精神科医。護が犬であるムックが人間の言葉を話した際に精神的な問題だと考え受診した際の担当医。

### ゲスト
第1話
久保（くぼ）
演 - 長谷川朝晴
笹倉純一郎と護の友人。勤務中の護に笹倉純一郎が亡くなった旨の電話連絡を入れた。
お詫び先の女性
演 - 歌川椎子
遠藤 妙子（えんどう たえこ）
演 - 氏家恵
薫と友樹の伯母。純一郎の姉で、秋人の妹。旧姓は笹倉である。一時薫を引き取ったものの、内心では面倒に思っており、厄介者扱いしていた。
遠藤 礼奈（えんどう れな）
演 - 池田愛
妙子の娘。薫と友樹の従姉、秋人と純一郎の姪にあたる。自己中心的で冷たい性格で、母同様に薫を一切快く思っておらず、あからさまに邪険に扱っていた。
笹倉 聡子（ささくら さとこ）
演 - さいとう芽美
秋人の妻。薫と友樹、礼奈の伯母。鈍臭い友樹に対して厳しく接していた。
お詫び先の従業員
演 - 原金太郎
宅配業者
演 - 中津川朋広

第2話
おばあさん
演 - 二宮弘子
重い荷物を持っており、薫と友樹に手伝ってもらい、山道を登っていき、元気でいることを伝えた。

第3話
デパートのランドセル売場の店員
演 - 弘中麻紀
ピンクのランドセルは売り切れていることを知らせた。
文房具売り場の店員
演 - 土田アシモ
校門前で写真を撮ってくれた女性
演 - 阿南敦子

第4話
通りがかりのおばさん
演 - 内田尋子
那須文具の社長
演 - 岸博之
栃木の文房具の社長。あけぼの文具が自分の会社とまったく同じキャッチコピーのポスターを作った事を恨んでいる。

第5話
高木 節子（たかぎ せつこ）
演 - 真野響子
護の実母で静岡在住。おたふく風邪を引いた護を見舞うために訪ねた際に双子の存在を知る。護には双子を親戚に返すよう促すが、双子が護を慕っていることに気付き、一緒に住むことを認めた。双子からは「マルモのママ」と呼ばれている。

第6話
伊達（だて）
演 - 吉田鋼太郎
元クレーマー。鮫島室長の個人的な相談役になっている。

第7話
警察官
演 - 小西雄
近所の主婦の通報により護を捕まえる。
八百屋の店主
演 - 田野良樹
居酒屋「クジラ」の客
演 - 堤下敦（インパルス）

第9話
達也（たつや）
演 - 田中幸太朗
畑中彩の元夫。クジラに突然電話をかけ、喫茶店で彩に再婚することを伝えた。しかし、その光景を目の当たりにした友樹は、彩が結婚するものと誤解してしまう。

第10話
泉 三郎（いずみ さぶろう） / 泉 雅子（いずみ まさこ）
演 - 磯秀明 / 勝倉けい子
｢蘭子｣というムックに似た犬を探している老夫婦。
ごま塩の親分
演 - 杉川廣明

最終回
梅原（うめはら）
演 - 飯田基祐
「あけぼの文具」商品開発部所属で、護の開発部時代の上司。
旅館の番頭
演 - 宮崎吐夢
いい田 とも朗
演 - 浅井広太朗
公園で遊ぶ少年。
とも朗の母親
演 - 東さや香
芦屋 瑞希（あしや みずき） / 佐野 泉（さの いずみ） / 中津 秀一（なかつ しゅういち）
演 - 前田敦子 / 中村蒼 / 三浦翔平
『花ざかりの君たちへ〜イケメン☆パラダイス〜2011』からの友情出演。居酒屋「クジラ」の客。薫たち双子は、瑞希を男なのか女なのか疑問に感じた。
『花ざかり - 』の第1話（2011年7月10日放送）には芦田愛菜・鈴木福・ムックが本作の役名で友情出演した（登場シーンには本作の主題歌「マル・マル・モリ・モリ!」がBGMとして使用された）。

スペシャル第一弾
藤沢 大輔（ふじさわ だいすけ）
演 - 林泰文
護の大学の後輩で、野球部に所属していた。現在は山梨で家業のぶどう園を経営している。一時、薫と友樹を預かった。子供思いの優しい性格だが、翔太と菜々が言いつけを破って危険な場所へカッパ探しに行ったときなど、叱るときは厳しく叱る。短気で容赦の無い面もある。自分の母親と子供たちの為を思って山梨での生活を選択したが、妻の理沙とは意見が対立し喧嘩が絶えないが最終的に理沙と和解した。
藤沢 理沙（ふじさわ りさ）
演 - 白石美帆
護の大学の後輩で大輔の妻。かつては野球部のマネージャーをやっていた。昔は大輔のぶどう園の手伝いをしており仲も良かったが、子供たちの将来のために東京で暮らした方がいいと考えるようになってからは意見が衝突するようになってしまった。現在は在宅で別の仕事をしており、忙しくて翔太と菜々の面倒があまり見られていない。最終的に二人を連れて家を出て行くがマルモが河童に変装した際、翔太と奈々の本心を知り大輔と和解しまた一緒に暮らせるようになった。
藤沢 翔太（ふじさわ しょうた）
演 - 矢部光祐
大輔の長男で菜々の兄。当初は菜々とともに「ぶどう戦士パープルツー」を結成していた。後に薫と友樹が仲間に入ったため、「ぶどう戦士パープルフォー」になった。実は心の中では大輔と理沙が別れることを反対しており、仲良く暮らすことを望んでいた。
藤沢 菜々（ふじさわ なな）
演 - 清水詩音
大輔の長女で翔太の妹。翔太と薫と友樹と同様に、「ぶどう戦士パープルフォー」を結成していた。心の中では翔太同様、二人が別れることを反対していた。
藤沢 キミ（ふじさわ キミ）
演 - 大塚道子
翔太、菜々の祖母。翔太と菜々と薫と友樹に昔からカッパがいるという話をしてくれたが、大輔がカッパがいるエリアを立ち入り禁止にしてしまう。
島田 瞳（しまだ ひとみ）
演 - 池谷のぶえ
ハピネス生命保険外交員。
早海 優梨子 （はやみ ゆりこ）
演 - 松下奈緒
居酒屋「クジラ」の客。薫たちにカッパの鳴き声を教えてあげた。
2012年1月より「ドラマチック・サンデー」枠で放映のドラマ『早海さんと呼ばれる日』からの友情出演。

スペシャル第二弾
織田 照男（おだ てるお）
演 - 阪田マサノブ
シュガーチャイルドプロダクション チーフマネージャー。真島と凛花の結婚披露宴のときに薫が披露したダンスを見て、自分の事務所に所属して活動するようスカウトするも、薫が子役オーディションの最終選考にて泣きの演技で笑ったことを知り「才能ある子の引き立て役にも慣れない」と見限る。
島本 さくら（しまもと さくら）
演 - 笹岡ひなり
薫と友樹の同級生。きれいな蝶が好きで虫に詳しい友樹に関心があるが、友樹がプレゼントしたジャノメチョウを見て、気持ち悪く逃げてしまい、これが理由で友樹が木村達からからかわれるきっかけとなってしまう。
木村 健人（きむら けんと）
演 - 江上凌平
薫と友樹の同級生。昆虫に没頭している友樹に対して友人共々不満を持っている。友樹が護と一緒に考えて書いたさくら宛のラブレターをからかい、怒った友樹がけがをさせた。
森尾（もりお）
演 - 鈴木アキノフ
薫と友樹の4年生の時のクラス担任。
渡辺 ほのか（わたなべ ほのか） / 中村 亜美 （なかむら あみ） / 内田 希（うちだ のぞみ）
演 - 古味来夢 / 松井響希 / 愛川あおい
薫と友樹の同級生。薫と一緒にダンスの練習をしている女子3人組。
片野 理佐 （かたの りさ）
演 - 内田彩花
薫と友樹の同級生。さくらと一緒に帰ろうとして声をかける。
松井 颯太（まつい そうた）
演 - 佐々木一途
薫と友樹の同級生。木村といっしょに友樹をからかう。

## おきてノート
護が双子と「家族」として過ごしていくための「おきて」を書いたノート。各エピソードの最後に新しい「おきて」を書き加えるのがストーリー上のお約束となっている。
1. 子どもは子どもらしく!犬は犬らしく!（第2話）
2. 遠慮は無用（第3話）
3. うがい、手洗い、かぜひかない（第4話）
4. すききらい、いわないのこさない（第5話）
5. 好きでも嫌いでも家族（第6話）
6. たんじょう日は家族みんなでお祝いすること（第7話）
7. そうじはちゃんとやること!足ウラせいけつ!バイバイスリッパ!（第8話）
8. ケンカしたあとは、ペコリンコビーム（第9話）
9. みんなでみんなを応援しよう（第10話）
10. はなればなれでも家族（最終話）
11. しんじればこころもつながる、しんじればカッパにもあえる（スペシャル1）
12. 失敗してからが家族 カニでもカニカマでもおいしいカニチャーハン!!（スペシャル2）
13. はれた日にはアタックneoでおせんたく（CM。「はれた日にはおせんたく」から書き足した）

## スタッフ
- 脚本 - 櫻井剛、阿相クミコ
- 音楽 - 澤野弘之、山田豊
- 編成企画 - 瀧山麻土香、水野綾子
- プロデュース - 橋本芙美
- 演出 - 河野圭太、城宝秀則、八十島美也子
- 技術プロデューサー - 長谷川美和
- TD - 山岸桂一
- 撮影 - 伊藤清一
- 映像 - 吉川博文
- 照明 - 阿部慶治、成田卓嗣
- 音声 - 竹中泰
- 選曲 - 大森力也
- 音響効果 - 上田真理香
- 編集 - 河村信二
- ライン編集 - 伊藤裕之
- MA - 市村聡雄
- 美術プロデューサー - 杉川廣明、溝川哲郎
- デザイン - 柳川和央
- 美術進行 - 竹田政弘
- 大道具製作 - 福田智広
- 大道具操作 - 吉田精正
- 装飾 - 竹原丈二
- 持道具 - 岡田哲也
- 衣裳 - 岡島千景
- ヘアメイク - 西野真理子
- アクリル装飾 - 中村哲治

- 建具 - 三田村賢
- 電飾 - 鈴木健也
- 視覚効果 - 江崎公光
- 生花装飾 - 牧島美恵
- 植木装飾 - 後藤健
- フードコーディネーター - 住川啓子
- 美術車輌 - コマツサポートサービス
- 音楽協力 - フジパシフィック音楽出版
- 協力 - フジアール、バスク、ベイシス
- 調理指導 - 学校法人食糧学院 東京調理師専門学校
- ドッグトレーナー - 山口雄生
- 広報 - 島谷真理
- 広告宣伝 - 高木晋介
- ホームページ - 丸谷利一、伏見香織
- スチール - 川澄雅一
- CG - 鈴木鉄平、三塚篤
- 車輌 - ファン
- スケジュール - 三木茂
- 演出補 - 八十島美也子、淵上正人、日暮英典
- 制作担当 - 持田一政、谷正光
- 制作主任 - 田村豊
- 記録 - 津嶋由起江、田中小鈴
- プロデューサー補 - 久保田育美
- ラインプロデューサー - 山崎淳子
- 制作 - フジテレビ
- 制作著作 - 共同テレビ

## 主題歌
- 薫と友樹、たまにムック。「マル・マル・モリ・モリ!」[15][16]（ユニバーサルミュージック）

オープニングテーマ & 挿入歌
- 谷村詩織「きみのとなりで」（dao）

## 放送日程

### 連続ドラマ
| 各話                                                           | 放送日        | サブタイトル                                                              | 脚本              | 演出         | 視聴率 |
| -------------------------------------------------------------- | ------------- | ------------------------------------------------------------------------- | ----------------- | ------------ | ------ |
| 第1話                                                          | 2011年4月24日 | 独身男と双子が家族!? 犬がつなげた絆                                       | 櫻井剛            | 河野圭太     | 11.6%  |
| 第2話                                                          | 2011年5月01日 | 今日からここがおまえらの家                                                | 阿相クミコ        | 河野圭太     | 12.9%  |
| 第3話                                                          | 2011年5月08日 | 入学式、マルモは来ないの?                                                 | 櫻井剛            | 城宝秀則     | 12.3%  |
| 第4話                                                          | 2011年5月15日 | マルモがいない夜に大事件!!                                                | 阿相クミコ        | 河野圭太     | 12.7%  |
| 第5話                                                          | 2011年5月22日 | 母ちゃんが双子を返せって…                                                 | 阿相クミコ        | 城宝秀則     | 15.6%  |
| 第6話                                                          | 2011年5月29日 | マルモの顔なんて見たくない                                                | 櫻井剛            | 河野圭太     | 15.6%  |
| 第7話                                                          | 2011年6月05日 | 双子の実母、ついに現る! 涙のお誕生日パーティー                            | 阿相クミコ        | 城宝秀則     | 16.1%  |
| 第8話                                                          | 2011年6月12日 | 双子がいたら恋はできない?                                                 | 櫻井剛            | 河野圭太     | 16.8%  |
| 第9話                                                          | 2011年6月19日 | オレ、薫に手上げちゃった                                                  | 阿相クミコ        | 城宝秀則     | 17.2%  |
| 第10話                                                         | 2011年6月26日 | おばちゃんは、ママですか?                                                 | 阿相クミコ 櫻井剛 | 八十島美也子 | 15.6%  |
| 最終話                                                         | 2011年7月03日 | おきてを守ったからずっと楽しかったよ。 マルモありがとう、そしてさようなら | 櫻井剛            | 河野圭太     | 23.9%  |
| 平均視聴率 15.8%（視聴率はビデオリサーチ調べ、関東地区・世帯） |               |                                                                           |                   |              |        |

- 第1話は、放送時間を20分拡大 (21:00-22:14) して放送。
- 第1話の時点で、ドラマチック・サンデーでの歴代最高視聴率（スクール!!第1話の11.0%）を更新している。
- ネット局の仙台放送（宮城県）では第1話の視聴率が17.2%（ビデオリサーチ、仙台地区）と、全国の系列局で最高の視聴率を記録した[18]。
- 第2話は、『世界フィギュアスケート選手権2011エキシビション』を放送するため、1時間半遅れ (22:30-23:24)[19]で放送。
- 第7話は、放送時間を10分拡大 (21:00-22:04) して放送。21:57の時点で瞬間最高視聴率21.1%（ビデオリサーチ、関東地区）を獲得[20]。
- 最終話は、放送時間を30分拡大 (21:00-22:24) して放送。その前座番組として、ドラマの最終回直前特番『愛菜ちゃん・福くんが総合司会!泣いて笑って2時間マルマル!元気モリモリSP』が放送された。
- 最終話の平均視聴率は「ドラマチック・サンデー枠」で初めて20%台を達成並びに初めて時間帯1位（同枠としても3作品目にて初の時間帯1位となった）を獲得した他、同枠で初めて全話2桁を記録した。さらに、6月27日から7月3日までの週間視聴率において、1位を獲得した[21]。なお、最終回は護が薫と友樹と再会するシーンで瞬間最高率27.5%を獲得[17]。
  - フジテレビの連続ドラマで最終回視聴率が20%を超えたのは2009年4月期の『BOSS 1stシーズン』（20.7%）以来、2年ぶりとなった。
  - 初回と最終回の差が12.3%で、連続ドラマで初回と最終回の差が10%以上を記録したのは2005年7月期の『女王の教室』（日本テレビ系）（14.4%→25.3%、10.9%）以来となった。フジテレビとして、最終回で10%以上を記録したのは1998年7月期の『神様、もう少しだけ』（18.2%→28.3%、10.1%）以来の記録となる。

### スペシャル
| 各話        | 放送日         | サブタイトル | 脚本              | 演出     | 視聴率 |
| ----------- | -------------- | --- | ----------------- | -------- | ------ |
| スペシャル1 | 2011年10月09日 | マルモのおきてスペシャル 薫と友樹、友だちの願いをかなえるために カッパさがしの大冒険 マルモがいつか結婚して子どもができても、 薫と友樹のことをずっと好きでいてね | 櫻井剛 阿相クミコ | 城宝秀則 | 16.7%  |
| スペシャル2 | 2014年09月28日 | 3年ぶりに帰ってきたよ! 双子の夢と初恋にしゃべる犬… 2人の成長を見守るマルモの決断は? でもマルモは本当のパパじゃないんだよ?                                        | 櫻井剛            | 城宝秀則 | 12.9%  |

## ネット局

### 時差ネット局
- テレビ宮崎（フジテレビ、日本テレビ、テレビ朝日系）…2011年6月27日～7月12日にかけて放送（月曜～金曜・15:48～16:53[22]）。スペシャル版に関しては2011年12月31日の13:30～15:25に放送。
- 山梨放送（日本テレビ系）…2011年9月26日～10月9日にかけて放送。（月曜～金曜・16:53～17:50[23]）スペシャル版（地元・山梨が舞台）に関しては2011年12月3日の15:30～17:25に放送。[24]
- 青森テレビ（TBS系）…2011年10月13日～10月27日にかけて『ドラマストリート』枠（月曜～金曜・13:55～14:50）において放送[25]。スペシャル版に関しては、1は2011年11月20日の13:00～14:55に[26]、2は2014年11月6日の14:00～16:10に放送。
- テレビ山口（TBS系）…2012年7月31日～8月15日にかけて、ドラマセレクションⅠ部（月曜～金曜13:55～14:50）の枠で集中放送。更に、スペシャル版を2012年8月16日の13:55～15:45に放送。

### 再放送
2023年現在も多くのフジテレビ系列で頻繁に再放送されている。再放送する際は局によっては提供シーン、次回予告を省略する場合がある。

## 関連商品
サウンドトラック
「マルモのおきて」オリジナル・サウンドトラック（ポニーキャニオン、2011年6月1日発売）
| 収録曲（タイトル）／作曲など | 収録曲（タイトル）／作曲など    | 収録曲（タイトル）／作曲など |
| ---------------------------- | ------------------------------- | ---------------------------- |
| M-01                         | ramdom-E                        | 作曲・編曲：澤野弘之         |
| M-02                         | はじまりのはじまり              | 作曲・編曲：山田豊           |
| M-03                         | どたばたあさごはん              | 作曲・編曲：山田豊           |
| M-04                         | かぞくのぬくもり                | 作曲・編曲：山田豊           |
| M-05                         | あそびにいこうよ                | 作曲・編曲：山田豊           |
| M-06                         | ゆめのきおく                    | 作曲・編曲：山田豊           |
| M-07                         | ひとりぼっちはいやだよ          | 作曲・編曲：山田豊           |
| M-08                         | ぐるぐるぴょんぴょんけんけんぱ! | 作曲・編曲：山田豊           |
| M-09                         | あのときのこと                  | 作曲・編曲：山田豊           |
| M-10                         | おひさまのしたで                | 作曲・編曲：山田豊           |
| M-11                         | ふたりのひみつ                  | 作曲・編曲：山田豊           |
| M-12                         | ramdom-E<BPM64v>                | 作曲・編曲：澤野弘之         |
| M-13                         | あけぼのぶんぐ                  | 作曲・編曲：山田豊           |
| M-14                         | やっつけしごと                  | 作曲・編曲：山田豊           |
| M-15                         | たいへんたいへん                | 作曲・編曲：山田豊           |
| M-16                         | てくてく、とことこ、            | 作曲・編曲：山田豊           |
| M-17                         | やさしいきもち                  | 作曲・編曲：山田豊           |
| M-18                         | はなまるまるも                  | 作曲・編曲：山田豊           |
| M-19                         | くもりのちあめ                  | 作曲・編曲：山田豊           |
| M-20                         | ほんとのかぞく                  | 作曲・編曲：山田豊           |
| M-21                         | きょうのおわり                  | 作曲・編曲：山田豊           |
| M-22                         | しあわせはいつも                | 作曲・編曲：山田豊           |
| M-23                         | Missing Piece                   | 作曲・編曲：澤野弘之         |

DVD
「マルモのおきて DVD-BOX」（発売元：フジテレビ、販売元：ポリドール映像販売会社、2011年9月21日発売）
全11話×7枚組+特典映像付
書籍
オフィシャルフォトブック「愛菜と福と、たまにムック」（2011年6月4日発売、扶桑社）
ノベライズ「マルモのおきて」（2011年6月24日発売、武田ランダムハウスジャパン）
ピアノ ミニアルバム マルモのおきて「マル・マル・モリ・モリ!」（2011年6月発売、ヤマハミュージックメディア）
その他関連商品
作中に登場する「ごま塩の親分」は実際に商品化され、フジテレビショップだけで約11万本を販売する大ヒットになった

## 最終回特別番組
愛菜ちゃん・福くんが総合司会!泣いて笑って2時間マルマル!元気モリモリSP（まなちゃん・ふくくんがそうごうしかい!ないてわらって2じかんマルマル!げんきモリモリスペシャル）とは、2011年7月3日最終回直前の19:00 - 20:54に放送された特番。主にドラマの名シーンや出演者のNGシーン、舞台裏を紹介する。2011年7月1日に収録が行われた。視聴率は、14.4%（関東地区）。
- 総合司会:芦田愛菜、鈴木福
- 進行:佐野瑞樹、加藤綾子（両人ともフジテレビアナウンサー）
- スタジオゲスト
  - 安達祐実、アンガールズ、木下隆行（TKO）、榊原郁恵、里田まい、しずる、ハリセンボン、FUJIWARA、フルーツポンチ、北斗晶、前田健、三船美佳、山崎邦正ほか
- 特別ゲスト:阿部サダヲ、ムック（犬）、藤岡弘、（仮面ライダー）
- VTRゲスト:KARA[29] - 芦田の誕生日（6月23日）の記念パーティーのサプライズゲスト。芦田はKARAのファンであることを公言している。

## 関連番組
- マルモ体操 - ネット局で、本作の制作会社である共同テレビの大株主である東海テレビで放送されていた中京ローカルのミニ番組。マル・マル・モリ・モリ!の振り付けによる体操。朝昼夜に関わらず、バラエティ番組のCM中や次の番組の合間にも放送されていた。
- マルモリ体操 - フジテレビで放送されている関東ローカルのミニ番組。2011年7月30日から2011年9月24日まで、毎週土曜日朝4時50分から4時52分まで放送された。
- 〜あらゆる世界を見学せよ〜潜入!リアルスコープ - 2011年6月4日から7月2日まで本作とのコラボレーション企画が放送された。
- 森田一義アワー 笑っていいとも! - 2011年6月13日 - 6月17日のオープニングコーナーで「『マルモのおきて』出演権争奪 子役No.1決定戦 タリモのおきて」を開催、火曜日のチャンピオンだった男児（当時4歳）が総合優勝。芸名「いい田とも朗」として最終話に出演することが決定し、出演した。

## 国際放送
バングラデシュでも、NTV（テレビ局）において2016年12月23日(金)より毎週金曜日の午前9時40分からベンガル語吹き替えで放映が開始された。